# 新経済連盟
一般社団法人新経済連盟（しんけいざいれんめい、略称: 新経連、英: Japan Association of New Economy, JANE）は、主に楽天やサイバーエージェントなどインターネットを利用したコンテンツ産業を行う企業群が参加する経済団体。「eビジネス、ITビジネスをはじめとした様々な新産業の発展を通じ、国政の健全な運営、地域社会の健全な発展に資すること」、「新産業の公正かつ自由な経済活動の確保、促進及びその活性化による国民生活の安定向上に寄与すること」を目的とする（定款第3条）。
加盟企業は「ITを活用する」産業を行う企業は多いが、「ITの開発や構築を実現する」産業を行う企業は日本オラクルなど一部を除き少ない状況となっている。

## 沿革
2010年2月22日、グリーやミクシィ、サイバーエージェント、TBSテレビ、日本オラクルなど1665社(一般会員238社、賛助会員1427社)が参加し、「eビジネス推進連合会」として発足した。政策提言に関しては医薬品の通信販売規制などインターネット利用に対する規制に反対していくとしている。
2012年3月、設立時から参加していたヤフーが退会した。
2012年6月1日、新経済連盟に改称。発足時点の会員企業は779社（一般会員244社、賛助会員546社）。
2013年4月16日、ホテルニューオータニで、新経済サミット2013を開催。前日に行われた前夜祭には、安倍晋三首相も出席する。
2016年9月6日、大阪市内で会長の三木谷浩史が会見した。その席上で、2017年には、新経連にとって初めての支部となる関西支部を立ち上げる方針を明らかにした。関西支部では年に1度の頻度で会合を開くほか、ベンチャー企業の交流会なども開く予定であるとしている。あわせて2016年9月現在で、新経連には関西地方を本拠とする加盟企業が70社程度あるが、今後関西地区を本拠とする加盟社数を100社程度に増やしていく予定であるとしている。
2013年7月4日、第23回参議院議員通常選挙の推薦候補者8名を発表する。選挙区は、鈴木寛、世耕弘成、高井崇志、林芳正、三宅伸吾、山本一太、和田政宗の7名。 比例代表は、木村義雄の1名。
2013年5月1日時点の会員企業は702社（一般会員258社、賛助会員444社）。
2016年6月1日時点の会員企業は521社（一般会員336社、賛助会員185社）。
2017年9月25日時点の会員企業は495社（一般会員342社、賛助会員153社）。
2018年10月1日時点の会員企業は556社（一般会員427社、賛助会員129社）。